# Nicolás Rizzo
Nicolás César Rizzo Rossetti (Necochea, Provincia de Buenos Aires, Argentina; 30 de julio de 1993) es un futbolista argentino. Juega como volante ofensivo.

## Trayectoria

### Nueva Chicago
Rizzo es un futbolista surgido del Club Del Valle de la ciudad de Necochea. Ha pasado por las divisiones inferiores de All Boys y Boca Juniors, pero nunca pudo firmar un contrato profesional. A principios de 2014, al quedar libre de Boca, decide volver a Necochea para jugar en Del Valle.
A mediados de 2014, firma su vínculo con el Nueva Chicago de la Primera B Nacional, segunda división del fútbol argentino. Se mantuvo entrenando con las juveniles hasta que, en 2015, pasa a formar parte del plantel profesional que jugaría en la Primera División luego de que su equipo haya ascendido.
El viernes 23 de enero de 2015, Nueva Chicago visitó en Ecuador al Deportivo Cuenca en lo que fue la Noche Colorada, donde este equipo presenta año a año a sus refuerzos de cara al inicio de la respectiva temporada. Este fue el primer partido internacional en la historia de Nueva Chicago, y el centrocampista formó parte de este partido histórico. Unos días más tarde, Rizzo fue titular en lo que fue el segundo partido por la gira en Ecuador, esta vez frente a Liga de Loja de ese mismo país. Sufrió una rotura de ligamentos jugando para el Equipo Reserva que lo mantuvo fuera de las canchas hasta final de temporada. Disputó 5 partidos en el campeonato y su equipo terminó descendiendo a la Primera B Nacional.
Para el Campeonato de Primera B Nacional 2016, Nueva Chicago armaría un equipo repleto de juveniles aunque Rizzo no lograría ganarse un lugar importante en la alineación. Disputó 5 partidos, y marcó 1 gol siendo expulsado frente a Boca Unidos.
Durante el Campeonato 2016-17, disputó 15 partidos (solo 7 de titular) y marcó 1 gol, aunque no fue tenido en cuenta por el entrenador Facundo Argüello al llegar a la conducción técnica. Finalizó su contrato en julio de 2017 y la dirigencia decidió no renovar su vínculo con el club.

### Guillermo Brown
Firmó contrato con Brown de Puerto Madryn de la Primera B Nacional del fútbol argentino, misma categoría en la que jugaba su anterior club.

### En Italia
En 2018 se mudó a Italia, fichando por el Siracusa de la Serie C (tercera división italiana). La temporada siguiente pasó a otro club siciliano, el Acireale de la Serie D (cuarta división). Tras ganar en el grupo H de la Serie D con el Taranto, en 2021 fue transferido al Giugliano, con el que ganó en el grupo G de la Serie D, ascendiendo a la Serie C.

## Clubes
| Club             | País      | Año       |
| ---------------- | --------- | --------- |
| Libertad         | Paraguay  | 2011      |
| Alianza Atlético | Perú      | 2011      |
| CSyD Liniers     | Argentina | 2012-2014 |
| Nueva Chicago    | Argentina | 2015-2017 |
| Guillermo Brown  | Argentina | 2017-2018 |
| Siracusa         | Italia    | 2018-2019 |
| Acireale         | Italia    | 2019-2021 |
| Taranto          | Italia    | 2021      |
| Giugliano        | Italia    | 2021-2023 |
| FC Lamezia Terme | Italia    | 2023      |
| FC Trapani 1905  | Italia    | 2023      |

## Estadísticas
| Club                                                                | Temporada | Liga  | Liga  | Copa Nac.1 | Copa Nac.1 | Copa Inter. | Copa Inter. | Total | Total |
| Club                                                                | Temporada | Part. | Goles | Part.      | Goles      | Part.       | Goles       | Part. | Goles |
| ------------------------------------------------------------------- | --------- | ----- | ----- | ---------- | ---------- | ----------- | ----------- | ----- | ----- |
| N. Chicago Argentina                                                | 2015      | 5     | 0     | -          | -          | -           | -           | 5     | 0     |
| N. Chicago Argentina                                                | 2016      | 5     | 1     | -          | -          | -           | -           | 5     | 1     |
| N. Chicago Argentina                                                | 2016/17   | 18    | 1     | 1          | 0          | -           | -           | 19    | 1     |
| N. Chicago Argentina                                                | Total     | 28    | 2     | 1          | 0          | -           | -           | 29    | 2     |
| Brown (PM) Argentina                                                | 2017/18   | 0     | 0     | -          | -          | -           | -           | 0     | 0     |
| Brown (PM) Argentina                                                | Total     | 0     | 0     | -          | -          | -           | -           | 0     | 0     |
| Total                                                               | Total     | 28    | 2     | 1          | 0          | -           | -           | 29    | 2     |
| Última actualización: Nueva Chicago vs. Chacarita Juniors, 23.07.17 |           |       |       |            |            |             |             |       |       |